# Egipt la Jocurile Olimpice de vară din 2012
Egipt a participat la Jocurile Olimpice de vară din 2012 din Londra, Regatul Unit în perioada 27 iulie - 12 august 2012, cu o delegație de 110 de sportivi care a concurat la 20 de sporturi. S-a situat pe locul 58 în clasamentul pe medalii.

## Medaliați
| Medalie | Nume                   | Sport  | Probă              | Dată     |
| ------- | ---------------------- | ------ | ------------------ | -------- |
| 2       | Alaaeldin Abouelkassem | Scrimă | Floretă masculin   | 31 iulie |
| 2       | Karam Gaber            | Lupte  | Greco-romane 84 kg | 6 august |